# Дьёри-Лукач, Виктория
Виктория Дьёри-Лукач (венг. Győri-Lukács Viktória; род. 31 октября 1995, Будапешт) — венгерская гандболистка, правый полусредний. Участница летних Олимпийских игр 2020 и 2024 годов.

## Биография

### В клубе
Дьёри-Лукач стала заниматься гандболом в 2005 году. С лета 2010 года Виктория была игроком «Ференцвароша». В сезоне 2013-14 годов отдана в аренду в «Сиофок». Вместе с Ференцварошем выиграла чемпионат Венгрии в 2015 году, Кубок Венгрии в 2017 году, а также Кубок обладателей кубков Европейских чемпионов в 2012 году.
В сезоне 2020-21 года венгерка перешла в «Дьёри ЭТО». С этим клубом она выиграла Кубок Венгрии в 2021 году, а также чемпионат Венгрии в 2022 и 2023 годах, Лигу чемпионов ЕГФ в 2024 году.
На церемонии вручения наград EHF Excellence Awards в 2024 году Дьёри-Лукач была признана лучшим правым крайним игроком прошедшего сезона.

### Карьера в сборной
В 2013 году Дьёри-Лукач выиграла серебряную медаль на чемпионате Европы среди спортсменов до 19 лет.
С 2014 года входит в состав взрослой сборной Венгрии, за которую забила 376 голов в 126 матчах. Участвовала в Олимпийских играх в Токио, а также в Олимпийских играх в Париже.

## Достижения
- Трёхкратная чемпионка Венгрии 2015, 2022, 2023 годы.
- Двукратная обладательница Кубка Венгрии 2017 и 2021 годов.
- Победительница Кубка обладателей кубка ЕГФ 2011/12 годов.
- Победитель Лиги чемпионов ЕГФ 2023/2024 годов.